# Butchulla (peuple)

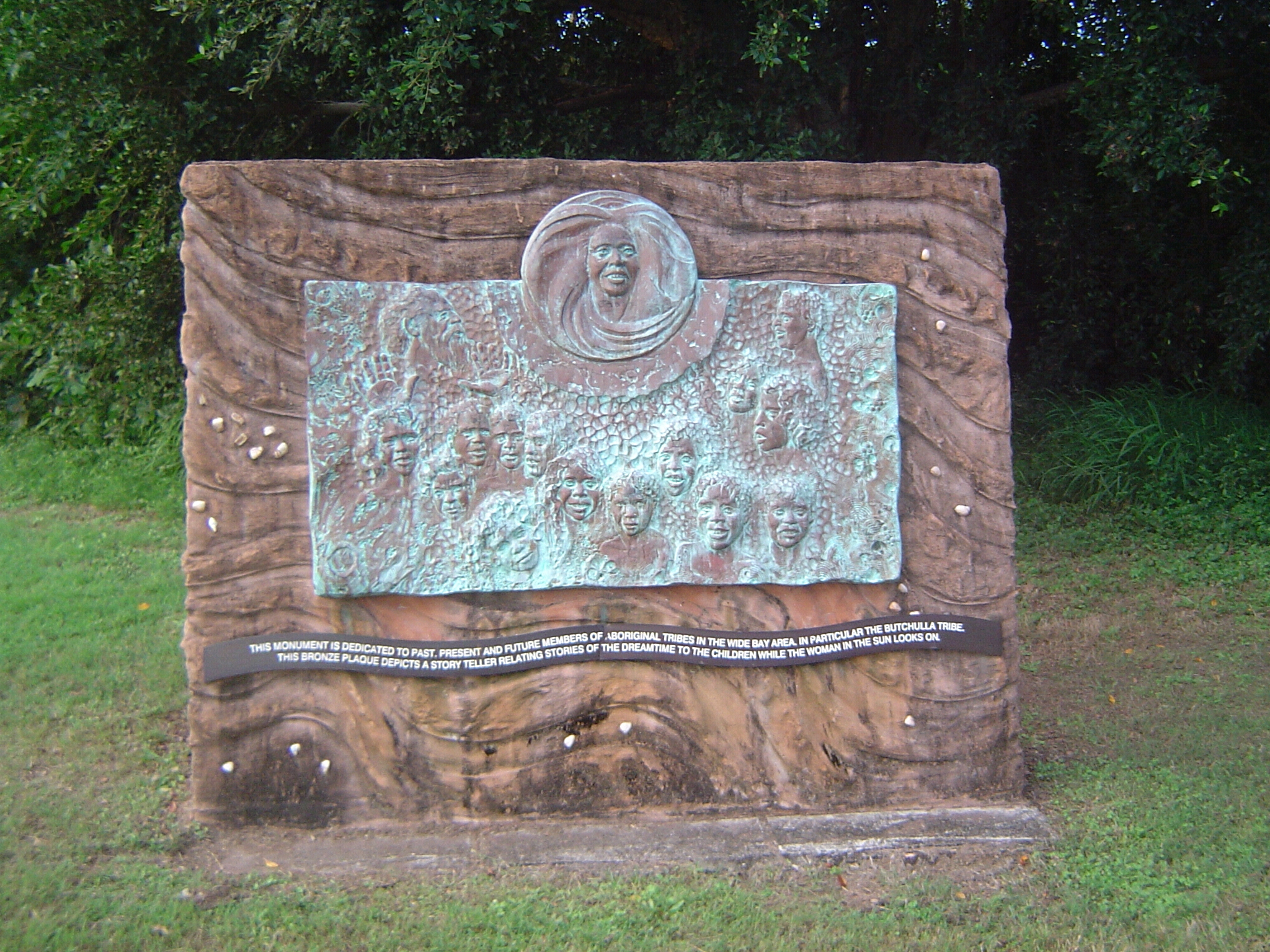
Monument aux aborigènes d'Australie le long du rivage de Pialba, Queensland

Les Butchulla (également transcrit Butchella, Badjala, Badjula, Badjela, Bajellah, Badtjala et Budjilla) forment un peuple aborigène australien habitant l'île K'gari et la petite région continentale du sud du Queensland qui lui fait face.

## Langue et étymologie
Les Butchulla parlaient le badjala, considéré comme un dialecte du gubbi gubbi,. Leur ethnonyme a été étymologisé comme signifiant « peuple de la mer », bien que Norman Tindale suggère que le mot se prête mieux à une analyse combinant ba (« non ») avec le suffixe tjala, signifiant « langue ».

## Territoire

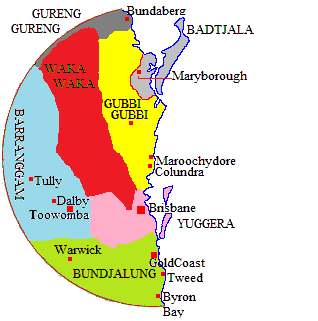
Terres traditionnelles des peuples aborigènes australiens autour de Brisbane et de la Sunshine Coast (carte indicative).

Le cœur des terres des Butchulla était le centre de l'île de K'gari (le nom autochtone de l'île longtemps connue sous le nom de Fraser, de ses eaux environnantes et d'une frange du continent voisin). Elles s'étendaient sur 4 400 km2, au nord jusqu'à Pialba (en)dans la baie d'Hervey et au sud jusqu'à Noosa. Leur frontière occidentale était parallèle à la partie supérieure de la rivière Mary. Les Butchulla pénétraient dans le continent par les eaux inférieures du ruisseau Tinana,. Au sud-ouest de leur territoire continental vivaient les Gubbi Gubbi.
Environ deux décennies après l'arrivée des Européens, la population originelle de K'gari était estimée à 2 000 personnes. Si ce chiffre est exact, les ressources alimentaires naturelles, notamment halieutiques, étaient suffisamment abondantes pour subvenir aux besoins d'une des populations pré-contact les plus denses du continent australien, comparable seulement aux Kaiadilt (en) de l'île Bentinck,.

## Organisation sociale
Les peuples de K'gari étaient classés en trois unités distinctes : Ngulungbara (en), Butchulla et Dulingbara, chacune composée de plusieurs groupes claniques et, au total, constituant 19 sous-groupes dans les années 1800. Les Ngulungbara vivaient dans le secteur nord, les Butchulla au sens strict occupaient le milieu de l'île, tandis que les Dulingbara se trouvaient au sud et sur le continent. Dulingbara et Ngulungbara revendiquaient un statut tribal distinct. Tous trois semblent avoir parlé des variantes dialectales du gubbi gubbi.

## Arrivée des Européens
Un poids en plomb contenant des fragments de pierre ponce de Loisels a été découvert lors de fouilles archéologiques sur l'île. Les études physicochimiques attribuent une origine française au plomb et suggèrent que l'objet pourrait être arrivé sur la plage entre 1410 et 1630, c'est-à-dire peut-être avant le tour du monde de Ferdinand Magellan.
Matthew Flinders est réputé être le premier Blanc à débarquer sur l'île, à Bool Creek sur Sandy Cape en juillet 1802. Il établit un bref contact avec la horde Ngulungbara. En 1836, les survivants du naufrage du brick Stirling Castle atterrissent sur l'île. Eliza Fraser, l'épouse du capitaine, réussit à survivre parmi les insulaires locaux pendant plusieurs semaines.
L'occupation de l'île par les Blancs commence en 1849. En trois décennies, la population autochtone tombe à 300 à 400 personnes, un effondrement attribué aux fusillades par la police native australienne (en) et aux effets des maladies vénériennes et de l'alcool introduits par les Blancs.
Les rescapés du peuple Butchulla, considérés comme hostile aux colons, ont pour la plupart été déportés à Yarrabah (en) vers 1902.

## Titre autochtone
En 2014, un tribunal fédéral australien accorde les droits fonciers autochtones (en) sur K'gari au peuple Butchulla.

## Noms alternatifs
- Badjela
- Badtala
- Badyala
- Batyala ( exonyme utilisé par les Wakawaka pour le territoire continental des Butchulla)
- Bidhala (exonyme utilisé par les Gubbi Gubbi pour le territoire continental des Butchulla)
- Butchulla
- Dulingbara
- Ngulungbara
- Patyala
- Thoorgine ( toponyme natif de l'île)[7]